# Aufrichtigkeit
Aufrichtigkeit (das Aufrichtigsein) bezeichnet ein Merkmal persönlicher Integrität und bedeutet, zu sich selbst, zu seinen Werten und Idealen zu stehen und den eigenen Gefühlen und der eigenen inneren Überzeugung ohne Verstellung in Rede und Handlungen Ausdruck zu geben. Aufrichtigkeit bedeutet auch, anderen Menschen wie auch sich selbst gegenüber ehrlich zu sein, zu seinen Fehlern zu stehen und sich nicht zu verstellen.
Sie gilt als Tugend, Wert und Charaktereigenschaft eines integren Menschen, „welcher ohne jede List und Falschheit redet und handelt, dessen Tun und Reden mit seiner Gesinnung vollkommen übereinstimmt, der ohne versteckte Nebengedanken und versteckte Absichten handelt“. Gelegentlich wurde sie abwertend auch als naive Torheit bezeichnet. Gegenbegriffe zur Aufrichtigkeit sind Heuchelei und Duckmäuserei.
Pierer’s Universal-Lexikon definierte Aufrichtigkeit im Jahr 1857 als:

„die Übereinstimmung der Rede u. der Handlungen mit der Gesinnung; Gegensatz: Lüge (in Worten) u. Falschheit (im Handeln). Doch erlaubt die A. zu verschweigen, was keine bes. Pflicht zu entdecken gebietet, u. unterscheidet sich dadurch von Offenherzigkeit.“

Aufrichtigkeit stellt eine der sieben Tugenden des Bushidō (japanischer Verhaltenscodex) dar. Sie zählt ferner zu den preußischen Tugenden.
 Aufrichtigkeit ist abzugrenzen vom Bekennermut, der das (öffentliche) Aussprechen oder Bekanntmachen eines Sachverhalts oder einer Überzeugung unter Inkaufnahme persönlicher Nachteile oder Gefahren – und damit ein konkretes Handeln, das nicht notwendigerweise aufrichtig und konsistent (i. S. v. widerspruchsfrei, beständig) sein muss – bezeichnet, während Aufrichtigkeit sich auf eine konsistente innere Grundhaltung eines Menschen bezieht, der ohne Verstellung zu sich selbst, zu seinen Werten und Idealen steht und im Einklang mit diesen redet und handelt.
Das zugehörige Adjektiv aufrichtig (von aufrecht) bezeichnet Unbeugsamkeit und Unkäuflichkeit. Wer aufrichtig (oder aufrecht) ist, steht zu seinen Überzeugungen, verbiegt sich nicht und bringt das im übertragenen Sinne auch in seiner Körperhaltung und im freien und offenen Blick, der seinem Gegenüber nicht ausweicht, zum Ausdruck.